# Andrzej Ewert
Andrzej Ewert (ur. 1938, zm. 2 marca 2001 w Słupsku) – polski geograf, specjalizujący się w geofizyce, klimatologii, meteorologii; nauczyciel akademicki związany z Wyższą Szkołą Pedagogiczną w Słupsku.

## Życiorys
Urodził się w 1938 roku. Ukończył kolejno szkołę podstawową, a następnie średnią, po czym podjął studia z dziedziny geografii na Uniwersytecie im. Adama Mickiewicza w Poznaniu, które zakończył zdobyciem tytułu zawodowego magistra w 1962 roku. Kontynuował dalsze kształcenie w ramach studiów doktoranckich. W 1966 roku na swojej macierzystej uczelni uzyskał stopień naukowy doktora.
W 1969 roku został zatrudniony w Bibliotece Uczelnianej nowo powstałej Wyższej Szkole Nauczycielskiej w Słupsku. Zajmował tam w latach 1969-1971 stanowisko dyrektora. Początkowo placówka ta działała w piwnicach uczelni po czym dzięki m.in. jego staraniom znalazła swoje miejsce w nowym gmachu wybudowanym przy ul. Arciszewskiego 22c w Słupsku. W latach 70. XX wieku związał się na stałe z Zakładem Geografii słupskiej Wyższej Szkole Nauczycielskiej. W 1986 roku Rada Wydziału Biologii i Nauk o Ziemi Uniwersytetu im. Adama Mickiewicza w Poznaniu nadała mu stopień naukowy doktora habilitowanego nauk o Ziemi w zakresie geografii o specjalności klimatologia. Wraz z nowym tytułem otrzymał stanowisko docenta na słupskiej uczelni. W 1988 roku został tam kierownikiem Katedry Geografii powstałej z przekształcenia Zakładu Geografii oraz kierownikiem działającego w jej strukturach Zakładu Klimatologii. Katedrą Geografii kierował do 1993 roku, kiedy to zastąpiono ją Instytutem Geografii. W latach 1990–1993 zajmował stanowisko rektora Wyższej Szkoły Pedagogicznej w Słupsku. Za jego kadencji podjęto remont budynku przy ul. Partyzantów 27, który od 1993 roku stał się siedzibą Instytutu Geografii. Zmarł w 2001 roku w Słupsku.

## Dorobek naukowy i odznaczenia
Zainteresowania naukowe Andrzeja Ewerta koncentrowały się wokół zagadnień związanych z geofizyką, ze szczególnym uwzględnieniem klimatologii oraz meteorologii. Jego najważniejszą publikacją naukową jest wydana w dwóch częściach książka pt. Opady atmosferyczne na obszarze Polski w przekroju rocznym. Analiza i porównanie pól średnich miesięcznych sum opadów. Jako nauczyciel akademicki był opiekunem około 100 prac magisterskich, promotorem 2 prac doktorskich i recenzentem 3 przewodów doktorskich. Był członkiem Zarządu Głównego Polskiego Towarzystwa Geograficznego, a także przewodniczącym Słupskiego Oddziału Polskiego Towarzystwa Geograficznego. Za swoją działalność naukową, dydaktyczną i organizacyjną został odznaczony m.in.: Srebrnym Krzyżem Zasługi i Złotą Odznaką Polskiego Towarzystwa Geograficznego.